# Saturn INT-21
Saturn INT-21 – odpowiednik rakiety Saturn V w wersji dwustopniowej (bez stopnia S-IVB, statku Apollo CSM i lądownika LM), a także ostatnia ciężka rakieta Saturn. Była specjalnie zaprojektowana na potrzeby programu Apollo Applications Program, który zakładał rozwijanie technologii i zastosowań wykorzystanych w programie Apollo. Dla tej rakiety proponowano rozwiązanie, by instrumenty telemetryczne i kontrolne przenieść na stopień S-II, lecz uznano, że nie ma takiej konieczności, gdyż stacja Skylab była zbudowana ze stopnia S-IVB, stąd instrumenty kontrolne mogły się tam pomieścić.
Rakieta ta wystartowała 14 maja 1973 roku wynosząc na orbitę amerykańską stację Skylab. W lotach załogowych na stację wykorzystywano statki Apollo i rakiety Saturn IB. Oprócz tego, w razie fiaska lotu Skylab 1 (oznaczenie kodowe tego lotu) rakieta Saturn INT-21 mogła wynieść zapasowy moduł o nazwie Skylab B.